# Juan Ignacio de Mesa Ruiz
Juan Ignacio de Mesa Ruiz (Toledo, 19 d'agost de 1947) és un empresari, economista, articulista i polític espanyol, alcalde de Toledo entre 1979 i 1983.

## Biografia

### Primers anys
Nascut a Toledo el 19 d'agost de 1947, es va llicenciar en Ciències Econòmiques per la Universitat Complutense de Madrid.

### Alcalde de Toledo
Elegit regidor de l'Ajuntament de Toledo per la Unió de Centre Democràtic (UCD) a les eleccions municipals del 3 d'abril 1979, va ser proclamat alcalde del municipi el 19 d'abril, a l'imposar-se en la votació d'investidura al candidat del PSOE, Manuel Díaz Marta. Va exercir el càrrec fins a 1983. Va ser un dels fundadors, així com el vicepresident entre 1981 i 1983, de la Federació Espanyola de Municipis.

### Vida posterior
Es va retirar de la primera línia política després de la dissolució de la UCD el 1983, dedicant-se al sector privat. President de l'Associació d'Amics del Museu Sefardí i professor associat de la Universitat de Castella-la Manxa (UCLM), el 2013 es va convertir en president de la Reial Fundació de Toledo, de la qual ja era patró.